# 河泰慶
河 泰慶（ハ・テギョン、朝鮮語: 하태경、1968年6月19日 - ）は、大韓民国の政治家、人権活動家、元学生運動家。第19・20・21代国会議員。
過去に親北組織に所属したことがあるが、後に保守政党に加入したため、昔の同志の林秀卿からは「変節者」と批判され、旧来の保守派からも「従北」と批判されたことがある。

## 経歴
釜山出身。プニエル高等学校を経て、ソウル大学校物理学科卒業。高麗大学校国際大学院で国際協力修士号、吉林大学大学院世界経済学科で博士号を取得した。
ソウル大時代は林秀卿、任鍾晳らと共に全斗煥政権に反対する学生運動に参加し、親北の民族解放派（NL派）組織、全国大学生代表者協議会の幹部を務めた。1991年には国家保安法違反の容疑で懲役刑を処され、木浦刑務所で2年を過ごした。その後は通訳者になり、中国で脱北者を助ける過程で北朝鮮の実態を知り、北朝鮮の民主化を求める人権活動家に転向した。2005年に対北朝鮮の民間放送局、開かれた北韓放送を開局し、代表を務めた。
2012年の第19代総選挙でセヌリ党の公認で当選し、「改革保守」の政治家として活動した。 2016年の崔順実ゲート事件と翌年の朴槿恵韓国大統領弾劾訴追以降は正しい政党を結成したが、これをめぐって嶺南地域からは「裏切り者」と批判された。2020年の第21代総選挙の前の保守陣営の再統合により、未来統合党に合流した。同年7月に無投票で同党釜山市党委員長に選出された。
2020年ごろはEスポーツ選手の不公正契約問題、仁川国際空港公社の正規職転換事態やオンラインゲームの確率操作疑惑など若年層の男性が関心を持つ問題に関心を示したため、若い男性の間での人気が高い。2022年の大統領選挙にも出馬し、女性家族部の廃止や男女共同徴兵制などのマスキュリズムの公約を打ち出した。
他にはミシガン州立大学客員研究員、SKテレコム経営経済研究所上級研究員、民主平和統一諮問会議諮問委員、セヌリ党大韓民国大統合委員会実務総括幹事、セヌリ党北朝鮮人権および脱北者・拉北者委員会委員長を歴任し、李明博政権時期にはニューライト運動にも参加した。著書としては『マンガ 金正恩入門』などがある。
2022年7月にソウルで開催した第8回韓中次世代政治指導者懇談会に出席し、その場で「一つの中国」の原則を支持すると明言し、中国側の懸念に対し「尹錫悦政権の原則は中国を排除する閉鎖的なグループに加入しないこと」と述べた。
2023年10月、翌年の第22代総選挙でソウルの選挙区から出馬すると宣言した。結局はソウル中区・城東区乙選挙区から出馬することとなったが、2024年3月の党内予備選では元議員の李恵薫に敗れた。河は予備選の過程に不正があったとして、ソウル市選挙管理委員会に調査を要請した。

## エピソード
2013年10月、河の釜山事務所の元事務室長宛に中国・瀋陽から発送された脅迫内容の小包が届いた。